# Adelsståndet i Sverige

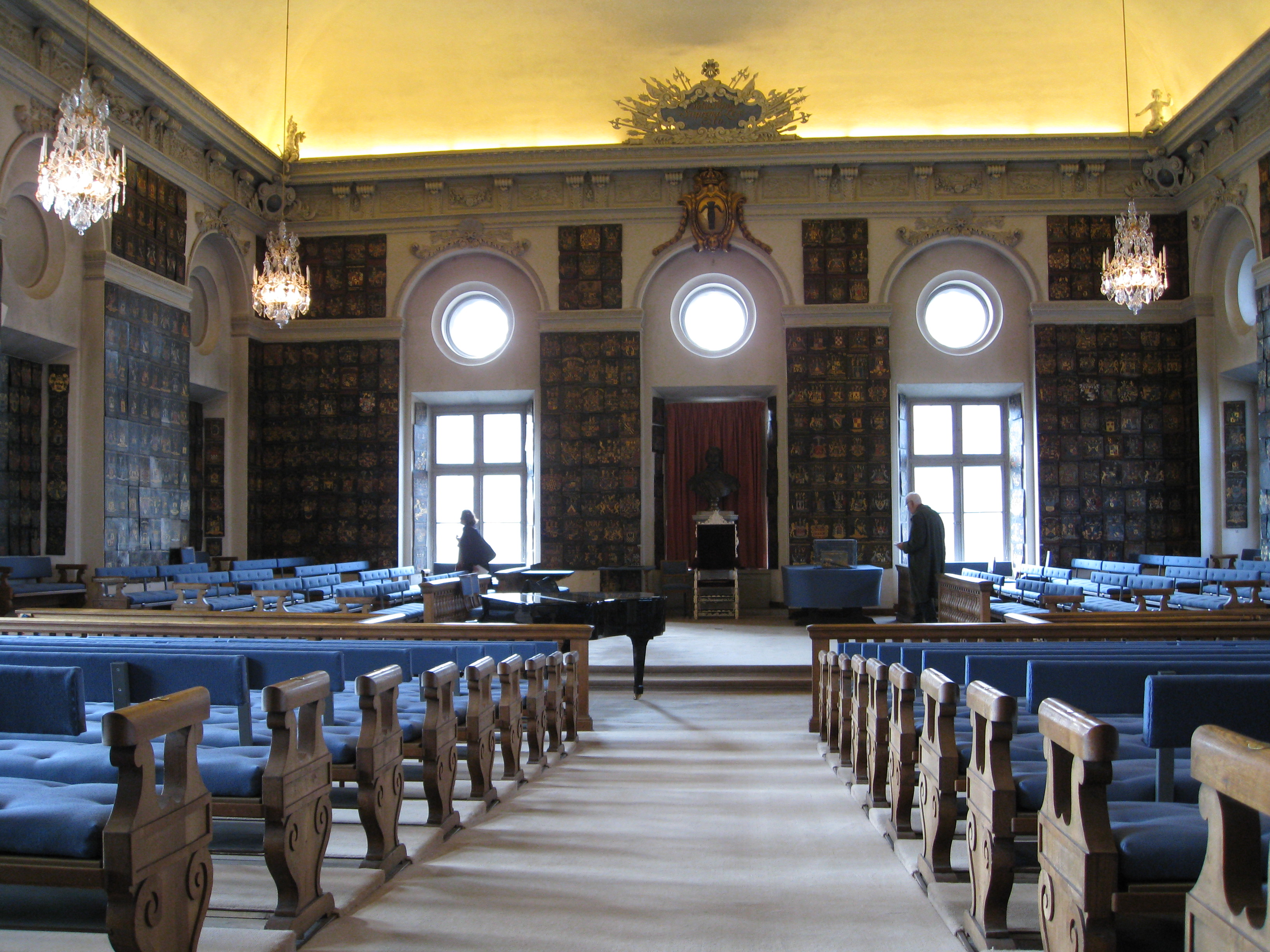
Riddarhussalen i Riddarhuspalatset där adelsståndets riksdagssammanträden ägde rum.

Adelsståndet (tidigare officiellt kallat Höglovliga ridderskapet och adeln ) var under ståndssamhällets tid den kollektiva benämningen på den svenska adeln, vilken ägde rätt till politisk representation vid ståndsriksdagarna i Sverige fram till representationsreformen 1866.

## Historik
Adelsståndets representation i riksdagarna bestämdes i Ordningen för ständernas sammanträden 1617 som stadgade att grevar skulle ha första plats, därnäst friherrar, och sedan ridderskapet och adeln. En ätt skulle representeras med en representant, den äldste och skickligaste i släkten. Sinsemellan skulle släkterna i de olika klasserna rangordnas efter hur länge släkten innehaft sin rang. Riksrådet hade i denna riksdagsordning en särskild representation, bredvid monarken. Ridderskapets talan skulle föras av en talman, sedermera benämnd lantmarskalk. Trots att de inte var adliga, var också ofrälse krigsbefäl närvarande vid riksdagarna, och deras talan fördes av lantmarskalken. Vid kröningen av Gustav II Adolf framställde alla ständerna en ed, i vilken ridderskapets ed börjar: "Vi Sweriges Rikes Ridderskap / Adel / Krigsbefäl och menige Krigsfolck / som till denne Konungsl:ge Crönings Högtijdh kompne", vilket tyder på att adelsståndet förde alla soldaters politiska talan. Av ingresserna till riksdagsbesluten från 1600-talet nämns krigsbefälen alltjämt: "Sverige rikes råd och ständer / Grevar / Friherrar / Biskopar / Adel / Clerkeri / Krigsbefäl / Borgerskap / och menige Allmoge". Denna representation finns dock inte i 1723 års riksdagsordning, som till adelsståndets representanter endast anger grevar, friherrar och adel. Dessa skulle sända en person per släkt (som var och en ägde en röst vid votering) till riksdagarna, och denne skulle vara fyllda 24 år. Dock närvarar krigsbefälen som förut vid riksdagarna. 
Adelsprivilegierna reglerade adelns relation till monarkens regale, varigenom adeln hade rättigheter som inte tillkom något annat stånd, såsom rätt till jaktregale, vattenregale, skogsregale, och, i synnerhet under medeltiden, bergsregale. Detta innebar en rättighet att nyttja naturtillgångar utan ersättning till monarken (skatt). Adeln hade traditionellt ensamrätt till högre ämbeten i militären och i den civila statsförvaltningen, vid hovet, hovrätterna, länen eller kungliga kansliet. Det förekom att ofrälse personer steg i rang, till exempel i militären under krig, men som regel adlades personer med sådana karriärer. Adelsståndet kom därmed att få rollen av tjänste- och krigaradel. Adeln ägde också ensamrätt att äga frälsejord, icke-kungliga slott och herresäten. I perioder ägdes en stor del av marken i Sverige av adeln, men vid några tillfällen indrogs stora delar av deras egendomar vid så kallade reduktioner. Förutom rollen som tjänste- och krigaradel, hade adeln därmed också rollen som slotts- och godsherrar. Gustav Vasa införde ett förbud för adeln, döttrar som söner, att gifta sig ofrälse. För att ett äktenskap skulle tillåtas, krävdes monarkens tillåtelse. 
Till rikets ridderskap och adel räknades svenska undersåtar tillhörande de introducerade ätterna. Expatrierade ättemedlemmar med efterkommande vilka underlydde främmande furste avskiljdes ur ridderskapet och adeln.  Ättens huvudman tillhörde ridderskapet och adeln och var den som i första hand förde sin ätts talan vid riksdagarna, sedermera adelsmötena. Den ointroducerade adeln, vare sig utländsk eller inhemsk, ägde ingen representationsrätt vid riksdagarna.

## Ståndssamhället
I den svenska ståndsriksdagen fanns det fyra samhällsgrupper med politisk representationsrätt, vilka förutom adelsståndet var prästeståndet, borgarståndet och bondeståndet. I mars 1809, under Finska kriget, sammankallades representanter för de i Finland boende adelsätterna till Borgå lantdag där de svor den ryske kejsaren sin trohet, och genom detta uppstod ett separat finländskt adelsstånd när länderna skiljdes åt genom freden i Fredrikshamn. I Sverige och Finland räknades adeln som det främsta av ständerna och det enda frälseståndet, men utanför Norden utgjorde det världsliga frälset andra ståndet, medan första ståndet utgjordes av ett andligt frälse.

## Ståndsriksdagens avskaffande
År 1866 avskaffades formellt ståndsriksdagen genom den så kallade representationsreformen, men adelns privilegier hade börjat urholkas redan under slutet på 1700-talet i och med Förenings- och säkerhetsakten 1789, där Gustav III hade öppnat upp för ofrälse personer i hela statsapparaten, samtidigt som bönder kunde köpa kronojord. Efter 1866 förlorade adeln dess sista politiska inflytande, även om enskilda medlemmar av adeln fortfarande hade ett stort inflytande på grund av sina kontakter inom kungahus, stat och näringsliv, samtidigt som de fortsatte att vara några av rikets rikaste jordägare.
Då ståndsriksdagen avskaffades sade den siste lantmarskalken greve Gustaf Lagerbjelke följande:
| ” | Lagar kunna förändras, rättigheter kunna upphöra, men kvar stå plikterna emot fäderneslandet; och blifva dessa plikter väl uppfyllda, föga bekymrar det den sanna adeln hvar uti samhället dess plats ställes. | „ |